# Bagdarin

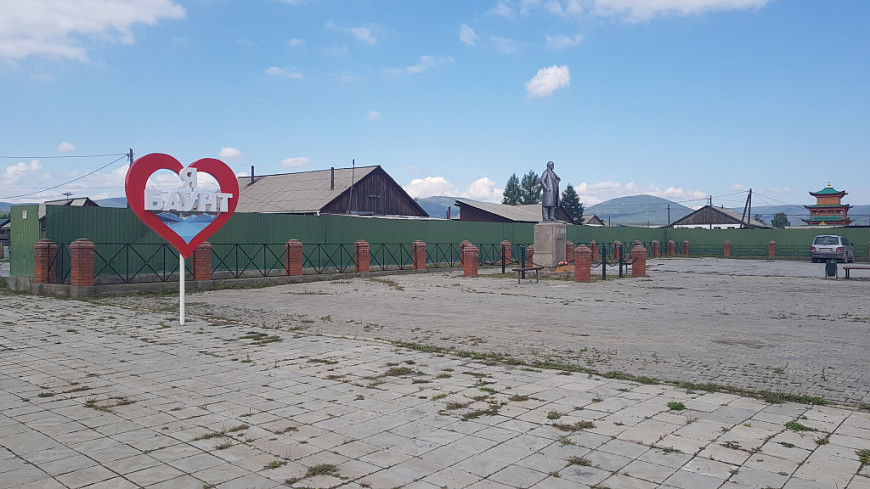
Komposition "I love Baunt" am Lenin-Denkmal. Bagdarin. Bezirk Bauntovsky, Burjatien

Bagdarin (russisch Багдари́н) ist ein Dorf (selo) im Nordosten der russischen Republik Burjatien mit 4735 Einwohnern (Stand 14. Oktober 2010).
Bagdarin ist Verwaltungszentrum des Ewenkischen Rajons Baunt und bildet eine gleichnamige Landgemeinde (selskoje posselenije), zu der neben dem Dorf noch die zwei ländlichen Siedlungen Malowski (6 km südwestlich) und Troizki (gut 30 km nordwestlich) gehören.
Die Entfernung bis zur nächsten Eisenbahnstation in Tschita beträgt auf dem Landweg 342 km, bis zur Hauptstadt Burjatiens Ulan-Ude 597 km. Bagdarin liegt auf einer Höhe von gut 900 m über dem Meeresspiegel.
Bevölkerungsentwicklung
| Jahr | Einwohner |
| ---- | --------- |
| 1939 | 1365      |
| 1959 | 1805      |
| 1970 | 3373      |
| 1979 | 3902      |
| 1989 | 4825      |
| 2002 | 4763      |
| 2010 | 4735      |

Anmerkung: Volkszählungsdaten

## Weblinks

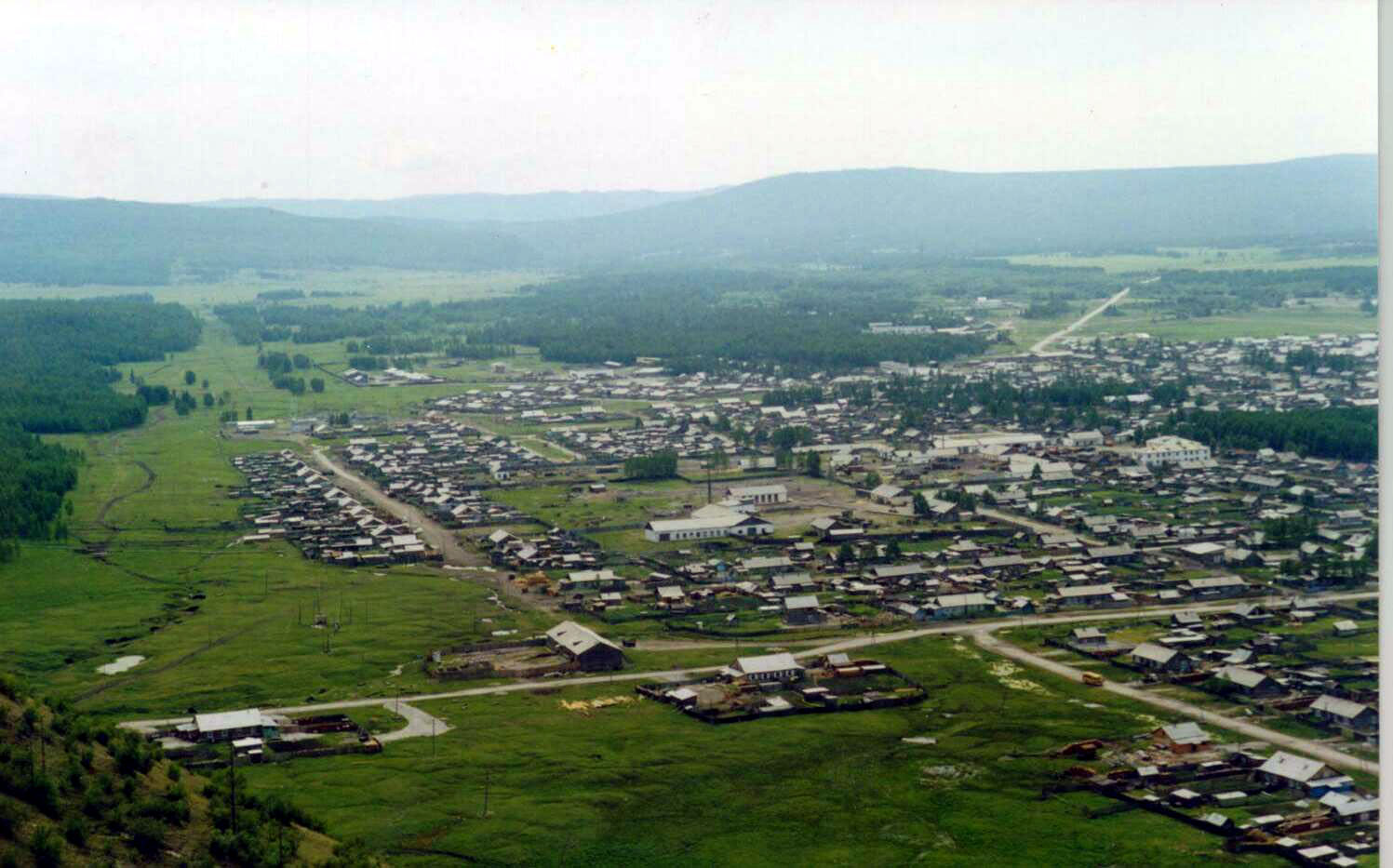
Blick von einer der Hügelketten um Bagdarin auf den Ort